# David Zuberbühler
Pour les articles homonymes, voir Pascal Zuberbühler.
David Zuberbühler, né le 20 février 1979 à Herisau (originaire d'Urnäsch), est une personnalité politique suisse, membre de l'Union démocratique du centre (UDC). Il est député du canton d'Appenzell Rhodes-Extérieures au Conseil national depuis novembre 2015.

## Biographie
David Zuberbühler naît le 20 février 1979 à Herisau. Il est originaire d'une autre commune du canton d'Appenzell Rhodes-Extérieures, Urnäsch. Son grand-père était cordonnier à Hundwil et son père marchand forain.
Il a une formation d'employé de commerce, et le grade de fourrier à l'armée.
Après avoir travaillé quelques années comme employé de banque, il reprend le petit commerce de chaussures de ses parents avec son frère, qu'ils développent en trois véritables PME de vente et d'importation,,.
Il est marié depuis 2015 et père de deux enfants, nés en 2005 et 2007.

## Parcours politique
Son éveil politique remonte au référendum de 1992 sur l'adhésion de la Suisse à l'Espace économique européen et à sa fascination pour Christoph Blocher.
Il participe à la création des jeunes UDC des deux cantons d'Appenzell et de Saint-Gall en 1999. Il adhère la même année à l'UDC d'Herisau et se voit élu dans la foulée au législatif d'Herisau, où il est le plus jeune élu. Il y siège de 1999 à 2011 et préside plusieurs années le groupe UDC. Il s'y distingue par la chasse aux dépenses jugées inutiles.
Il siège ensuite au Conseil cantonal d'Appenzell Rhodes-Extérieures de 2011 à 2016. Son plus grand succès est d'avoir poussé le gouvernement cantonal à publier les honoraires de certains membres du conseil d'administration du réseau hospitalier, qui pouvaient s'élever jusqu'à 3 000 francs par jour. Il est confortablement réélu en 2015 pour un second mandat.
Il est élu au Conseil national en 2015, après avoir été désigné candidat officiel de l'UDC du canton avec trois petites voix de plus que le président du parti, Edgar Bischof (40 voix contre 37). Il y siège au sein de la Commission de la politique de sécurité (CPS). Il est réélu de justesse en 2019 grâce aux voix de la ville d'Herisau, par 7 720 voix contre 7 561 pour sa concurrente du Parti libéral-radical Jennifer Abderhalden, soutenue par le Parti socialiste,. Il est largement réélu pour un troisième mandat en 2023, à la suite d'une campagne où il subit des attaques personnelles de la part de son adversaire libéral-radical.

### Positionnement politique
Il appartient à l'aile dure de l'UDC. L'immigration est son thème de prédilection. En 2021, il fait partie du comité référendaire opposé au mariage entre personnes de même sexe.
Il est membre de l'Action pour une Suisse indépendante et neutre.